# Moniliophthora roreri
Moniliophthora roreri es una especie de un hongo Basidiomycota que causa la enfermedad de moniliasis, uno de los problemas más graves para el cacao (Theobroma cacao— fuente del chocolate) y su producción en Latinoamérica. Esta enfermedad y la enfermedad llamada "escoba de bruja" (producida por M. perniciosa) y la enfermedad de la Phytophthora (producida por Phytophthora sp.) constituyen la trilogía de enfermedades del cacao.

## El hongo

### Taxonomía
Originalmente M. roreri fue descrito como un Ascomycota, Monilia roreri Cif., debido a la ausencia de una etapa de reproducción sexual a través de la reproducción del hongo, similar a las otras especies de Monilia. Luego se describió que la septa del patógeno contenía doliporos y capas de poros septales, que son características de los hongos Basidiomycotas. Consecuentemente Monilia roreri fue reclasificado y se le dio su nuevo nombre, Moniliophthora roreri (Cif.) H.C. Evans, Stalpers, Samson & Benny. Más recientemente, se demostró que M. roreri y el agente casual de la escoba de bruja de cacao, M. perniciosa, son especies hermanas dentro de la familia de hongos Marasmiaceae.

### Rango de hospedaje
El rango de hospedaje de M. roreri son plantas en el Malvaceae Que forman parte al género Teobroma,  como T. cacao, T. gileri, T. bicolor, y T. grandiflorum así como plantas relacionadas al género Herrania. En contraste con la especie hermana, M. perniciosa tiene mucho más rango de hospedaje como los géneros Solanaceae, Malpighiaceae y Bignoniaceae.

### Proceso de infección y sintomatología
M. roreri es un hongo hemibiotrófico que forma irregularidades en el micelio intracelular. El proceso de infección empieza cuando los conidios de M. roreri llegan a la superficie de las mazorcas. Ahí germinan y penetran la mazorca directamente desde la epidermis, causando daños internos en las primeras etapas de la enfermedad. Síntomas externos como pequeñas partes oscuras en la superficie de las mazorcas pueden ser vistas después de 40 a 80 días de infección; además, las mazorcas infectadas son asintomáticas en las primeras etapas de la infección, que es un factor que no le da la oportunidad a los humanos para saber si están transportando mazorcas infectadas. Una semana después de la aparición de lesiones oscuras, el característico polvo blanco de la enfermedad en la superficie de las mazorcas infectadas. La apariencia polvorienta es debido a la presencia de millones de conidias que pueden alcanzar a 44 millones por centímetro cuadrado en una mazorca madura infectada, esta es capaz de crear 7 mil millones de esporas.

### Reproducción sexual
La moniliasis es una enfermedad interesante, ya que su agente clásico, M. roreri, viene a partir de una familia que tiene reproducciones sexuales pero nunca se ha visto que produzca otro hongo u otro tipo de reproducción sexual. Además, no hay evidencia de una etapa sexual en la reproducción de este hongo, por lo tanto, su reproducción es más rápida.

## Historia de la enfermedad

### Primer reporte
El primer reporte verificado de moniliasis fue en Ecuador en 1895; unos años después en la región de Quevedo, Ecuador en 1918 la más famosa historia de la infección fue reportada, causando el abandono de la mayoría de las plantaciones de cacao por un periodo de 3 años. Sin embargo, hay un reporte más reciente de la enfermedad en Colombia que también pudo haber sido causada por M. roreri. En 1817 en la región de Santander, Colombia, una enfermedad que con la sintomatología de la moniliasis fue reportada; además, muchos investigadores creen que el primer reporte de moniliasis en el cacao fue en Colombia alrededor de un siglo antes del famoso abandono en Ecuador.

### Reproducción
Antes de la década de 1950, M. roreri se limitó a Ecuador, Colombia y el oocidente de Venezuela. Sin embargo, durante los últimos 50 años, la enfermedad se ha extendido hacia el sur, hacia Perú (en 1988), y hacia el norte, hacia todas las zonas productoras de cacao de Centroamérica (Costa Rica, 1978; Nicaragua, 1979; Honduras, 1997; Guatemala, 2002; Belice). El comportamiento invasivo de la enfermedad representa una amenaza para los productores de cacao de Brasil y también para áreas fuera de América Latina donde se produce actualmente la mayor parte del cacao mundial. En muchos casos resulta en el abandono de toda la plantación por parte de los agricultores. La presencia de la enfermedad fue confirmada en El Salvador y Bolivia en 2009 y 2012, respectivamente, donde probablemente el hongo llegó algunos años antes.

## Impacto económico de la enfermedad
En Colombia, más específicamente en la región de Santander, las pérdidas anuales son del 40% del cacao seco, que equivale a 33 millones de US$ debido a la enfermedad. En 1918 en Ecuador, la exportación de cacao fue reducida de 46,000 toneladas a 37,700 toneladas debido a la moniliasis. En Perú, cerca de 16,500 hectáreas de cacao fueron abandonadas por el resultado de la moniliasis, con un resultado final de convertir a Perú de un exportador de chocolate, a un exportador pequeño. En México, en el estado de Tabasco, el primer reporte de la enfermedad fue en abril de 2005, y en el 2007 la moniliasis invadió todas las áreas de cacao del estado, convirtiéndola en el mayor factor limitador de la producción de cacao como también en Nicaragua y Honduras.